# Thánh Đamien
Về Thánh Damian, xin xem bài Giáo tông Đamianô của Alexandria.
Thánh Đamianô đảo Molokai, SS.CC. (tiếng Hà Lan: Heilige Damiaan van Molokai; 3 tháng 1 năm 1840 – 15 tháng 4 năm 1889), thường được gọi Cha Đamien hay Cha Đamianô (Pater Damiaan), là linh mục Công giáo người Bỉ thuộc dòng Thánh Tâm Chúa Giêsu và Mẹ Maria, một dòng tu truyền giáo. Ông nổi tiếng vì hỗ trợ cho những người bệnh phong cùi bị chính phủ Vương quốc Hawaii cách ly kiểm dịch ở đảo Molokai. Sau 16 năm chăm sóc trại cách ly phong cùi cả về mặt sức khỏe lẫn tâm thần, ông cuối cùng cũng bị nhiễm và chết vì căn bệnh này. Vì thế, ông được coi là "tử đạo vì bác ái". Đamianô là người thứ 19 sống, làm việc và chết ở Hoa Kỳ ngày nay được phong Thánh, và là người thứ chín được Giáo hội Công giáo Rôma phong Thánh.
Trong Giáo hội Công giáo Rôma và Đông phương, Đamianô được coi là Thánh, tức là người sùng đạo và đáng được tôn kính. Cộng đồng Anh giáo, cũng như nhiều giáo phái khác của Kitô giáo, coi Đamianô là Thánh bổn mệnh cho những người bị hủi, bệnh nhân HIV/AIDS, và người bơ vơ. Ngày của Cha Đamianô được tổ chức mỗi năm vào ngày 15 tháng 4 tại Giáo phận Công giáo Honolulu và cả tiểu bang Hawaii, là những nơi do ông bảo hộ. Khi được Giáo hoàng Gioan Phaolô II phong chân phước ngày 4 tháng 6 năm 1995, ông được thêm vào một ngày lễ trong lịch các Thánh là ngày 10 tháng 5. Cha Đamien được Giáo hoàng Biển Đức XVI phong Thánh ngày 11 tháng 10 năm 2009. Bách khoa toàn thư Công giáo năm 1913 gọi Cha Đamianô là "Tông đồ Người hủi", còn trong những tác phẩm khác gọi ông là "linh mục hủi".
Vài đài kỷ niệm vinh danh Đamianô được xây dựng khắp thế giới, từ Bỉ, Hoa Kỳ, Ireland đến Ecuador. Một bức tượng đồng vinh danh ông được dựng lên trong hội trường Statuary thuộc Điện Capitol Hoa Kỳ, và một phiên bản đúng kích thước được dựng lên trước cửa Điện Capitol Tiểu bang Hawaii. Một số vật Thánh tích của ông được đặt trong trung tâm tiếp khách của Nhà thờ Thánh Augutinô gần bãi biển Waikiki, Oahu, Hawaii. Năm 2005, Đamien được phong danh hiệu De Grootste Belg, "Người Bỉ vĩ đại nhất" trong cả lịch sử nước này, sau cuộc thăm dò của đài truyền thông công cộng VRT. Nhiều cộng đồng tôn giáo đại kết và không giáo phái đều công nhận Đamianô là người đã chỉ cho xã hội cách đối xử với bệnh nhân HIV/AIDS và chống lại các quan niệm sai về bệnh này, cũng như cách đối xử với người hủi xuất từ các quan niệm sai về căn bệnh. Vài Trung tâm mang tên Đamien đã mở cửa để giúp đỡ những người bệnh HIV/AIDS.